# Огаркова Христина Сергіївна
Христина Сергіївна Огаркова (нар. 6 травня 1999, Покровське, Бахмутський район, Донецька область, Україна) — українська та російська футболістка, півзахисниця.

## Життєпис
Вихованка молодіжних команд клубу «ЦПОР-Донеччанка» (Донецьк). Викликалася в дівочу збірну України WU-15.
У 2014 році перебралася до Росії, де почала займатися в Училище олімпійського резерву міста Звенигорода. Виступала за молодші команди училища в першому й другому дивізіонах Росії, а також у чемпіонаті Московської області. У 2016 році в складі «Росіянки-УОР» посіла четверте місце в першому дивізіоні. У складі збірної Московської області стала срібним призером першості Росії серед дівчат WU-19 2017 року. У перших сезонах включалася до заявки як громадянка України, а з 2017 року — як громадянка Росії.
У 2017 році виступала за головну команду «Росіянки» у вищій лізі Росії. Дебютний матч зіграла 8 серпня 2017 проти «Єнісея», замінивши на 91-й хвилині Тетяну Петрову. Всього за сезон зіграла 6 матчів у вищій лізі. Брала участь в грі жіночої Ліги чемпіонів проти ісландського «Ст'ярнана».
Станом на 2019 рік виступає в другій лізі Росії за СШ «Можайськ».